# Hum Tum – Ich & du, verrückt vor Liebe
Hum Tum – Ich & du, verrückt vor Liebe (Hindi हम तुम, ham tum; Urdu ہَـم تـُم; wörtl.: Ich – Du) ist ein Hindi-Film, der in Indien am 28. März 2004 erschien. Kunal Kohli führte Regie und der Produzent war Aditya Chopra. Rani Mukerji und Saif Ali Khan spielen die beiden Hauptakteure Rhea und Karan. Hum Tum (übersetzt: Ich und Du oder einfach nur Ich Du) basiert auf Harry und Sally und folgt den Begegnungen der beiden Hauptcharaktere, die, nach einigen Jahren und vielen Treffen, Freunde werden und sich schließlich ineinander verlieben.
Karans Comicfiguren Hum und Tum haben ihre eigenen animierten Sequenzen im Film, wo sie den gegenwärtigen Stand der Dinge in Karans und Rheas Beziehung repräsentieren.

## Handlung
Karan Kapoor ist ein aufstrebender Comiczeichner auf dem Weg in die Vereinigten Staaten. Hum und Tum sind seine Comicfiguren.
Nach Fragen auf einer Messe erinnert er sich an Rhea zurück.
Im Flugzeug in die Staaten sitzt er neben Rhea Prakash. Aus Langeweile spricht er Rhea an und schlägt ihr bei einem Zwischenstopp in Amsterdam vor, die Stadt gemeinsam anzusehen. Die beiden streiten sich über jeden Aspekt des Lebens und als Karan Rhea küsst, bricht ein Krieg zwischen den beiden aus; sie gehen in den Staaten schließlich getrennte Wege. Rhea kann Karan nicht ausstehen und zerstört seine Beziehung, als sie seiner Freundin begegnet. Sie erzählt ihm, wie schlimm er ist und dass er sie geküsst hat, und das, während Karan eine Beziehung mit dem Mädchen führte.
Während der Jahre treffen sie sich zufällig mehrere Male. Karans Mutter ist Hochzeitsplanerin in Indien. Mittlerweile ist Karan zurück aus New York und hilft seiner Mutter. Nebenbei zeichnet er die Comicfiguren Hum Tum für eine Zeitung, die sehr gut ankommt. Karans Mutter plant die Hochzeit von Rhea und dort begegnen sich Karan und Rhea erneut. Rhea wirft Karan vor, sich kein bisschen verändert zu haben. Während der Hochzeitsplanung zeigt Karan seine beste Seite und sie vertragen sich. Nach der Hochzeit und Abreise Rheas stellt Karan fest, dass er sich in Rhea verliebt hat, das aber dennoch innerlich bestreitet. In Paris begegnen sie sich wieder durch einen Zufall im Zug. Karan schreibt nun ein Buch über Hum und Tum. Er sucht Inspiration in der Stadt der Liebe. Rhea hat ihr Studium abgeschlossen und hat einen Designerladen eröffnet. Karan und Rhea unterhalten sich und Rhea teilt Karan mit, dass Sameer durch einen Autounfall ums Leben gekommen ist. Rhea trauert ihm noch immer nach. Karan muntert sie auf und hilft ihr, aber Rhea zieht weg, ohne ihm Bescheid zu sagen wohin. Schließlich treffen sie sich in Indien wieder, durch Zufall. Karan versucht, Rhea mit seinem besten Freund zu verkuppeln, weil er selbst sich als ihrer unwürdig sieht. Rhea ist empört über diese Idee, weil man sie nicht in Ruhe lässt, seitdem sie Witwe ist. Karan und Rhea streiten sich und er läuft weg. Karans Freund erzählt Rhea, dass Karan ihn liebt und nur wenige das Glück haben, zweimal die große Liebe zu finden. Sie sucht ihn und findet ihn betrunken wieder. Sie verbringen eine Nacht miteinander (diese Szene wurde in der indischen Version geschnitten), und weil Karan den Verdacht hegt, Rhea dadurch für immer verloren zu haben, verlässt er Rhea. Nachdem er seinen Fehler erkennt und versucht, sie zu finden, hat sie sich in Luft aufgelöst.
Karan schreibt sein Buch über Hum und Tum, aber eigentlich ist es seine und Rheas Geschichte. Sie kehrt zu ihm zurück, nachdem sie sein Buch gelesen hat. Nachdem er ihr gesteht, sie zu lieben, heiraten die beiden und kriegen eine Tochter.

## Musik
| # | Titel                    | Sänger                        | Länge |
| - | ------------------------ | ----------------------------- | ----- |
| 1 | Hum Tum                  | Babul Supriyo, Alka Yagnik    | 05:34 |
| 2 | Ladki Kyon Na Jaane Kyon | Shaan, Alka Yagnik            | 06:21 |
| 3 | Ye Gore Gore Se Chore    | Alka Yagnik                   | 05:02 |
| 4 | Yaara Yaara              | Udit Narayan, Alka Yagnik     | 04:06 |
| 5 | Chak De Saare Gham       | Sonu Nigam, Sadhana Sargam    | 05:51 |
| 6 | Mere Dil Vich Hum Tum    | Rishi Rich, Veronica, Juggy D | 03:45 |

Das Lied Yaara Yaara wurde zwar aufgenommen, aber nicht im Film abgespielt. Stattdessen ist es mit derselben Melodie mit verändertem Text in dem Film Fanaa unter dem Titel Chanda Chamke neu aufgenommen und visualisiert worden.

## Synchronisation
| Darsteller        | Rolle             | Synchronsprecher |
| ----------------- | ----------------- | ---------------- |
| Rani Mukerji      | Rhea Prakash      | Tanja Geke       |
| Saif Ali Khan     | Karan Kapoor      | Phillip Moog     |
| Rishi Kapoor      | Arjun Kapoor      | Helmut Grauß     |
| Kirron Kher       | Parminder Prakash | Viktoria Brams   |
| Abhishek Bachchan | Sameer            | David Nathan     |

## Auszeichnungen
Saif Ali Khan erhielt für seine Rolle einen
- National Film Award als bester Hauptdarsteller (2004) und einen
- Filmfare Award als bester Komiker (2005)

Rani Mukerji erhielt für ihre Rolle 2004 einen
- GIFA Award als „Best Actress“

und 2005 je einen
- Zee Cine Award
- Filmfare Award
- Star Screen Award als beste Hauptdarstellerin.

## Hintergrund
- Eigentlich war Hum Tum mit Shah Rukh Khan und Kajol geplant.
- Bevor Saif Ali Khan die Rolle von Karan Kapoor übernahm, wurde sie zuerst Vivek Oberoi, dann Aamir Khan und zum Schluss noch Hrithik Roshan angeboten.
- Während der Autofahrt, wo Mihir (Jimmy Shergill) Bobby (Kirron Kher) und Rhea (Rani Mukerji) vom Flughafen abholt, kann man im Hintergrund den Song Andekhi Anjaani hören. Das Lied ist von Regisseur Kunal Kohlis Debüt-Film Beste Freunde küsst man nicht! (2002), in dem Rani Mukerji ebenfalls mitspielt.